# Rue de la Monnaie (Paris)
Pour les articles homonymes, voir Rue de la Monnaie.
La rue de la Monnaie est une voie du 1er arrondissement de Paris, en France.

## Situation et accès
Cette rue, longue de 125 m, commence au 2, quai du Louvre et au 1, rue du Pont-Neuf et finit au 75, rue de Rivoli. Elle est située dans le 1er arrondissement dans le quartier Saint-Germain-l'Auxerrois.

## Origine du nom
La rue doit son nom à l'hôtel des Monnaies qui y était situé de 1387 à 1776.

## Historique

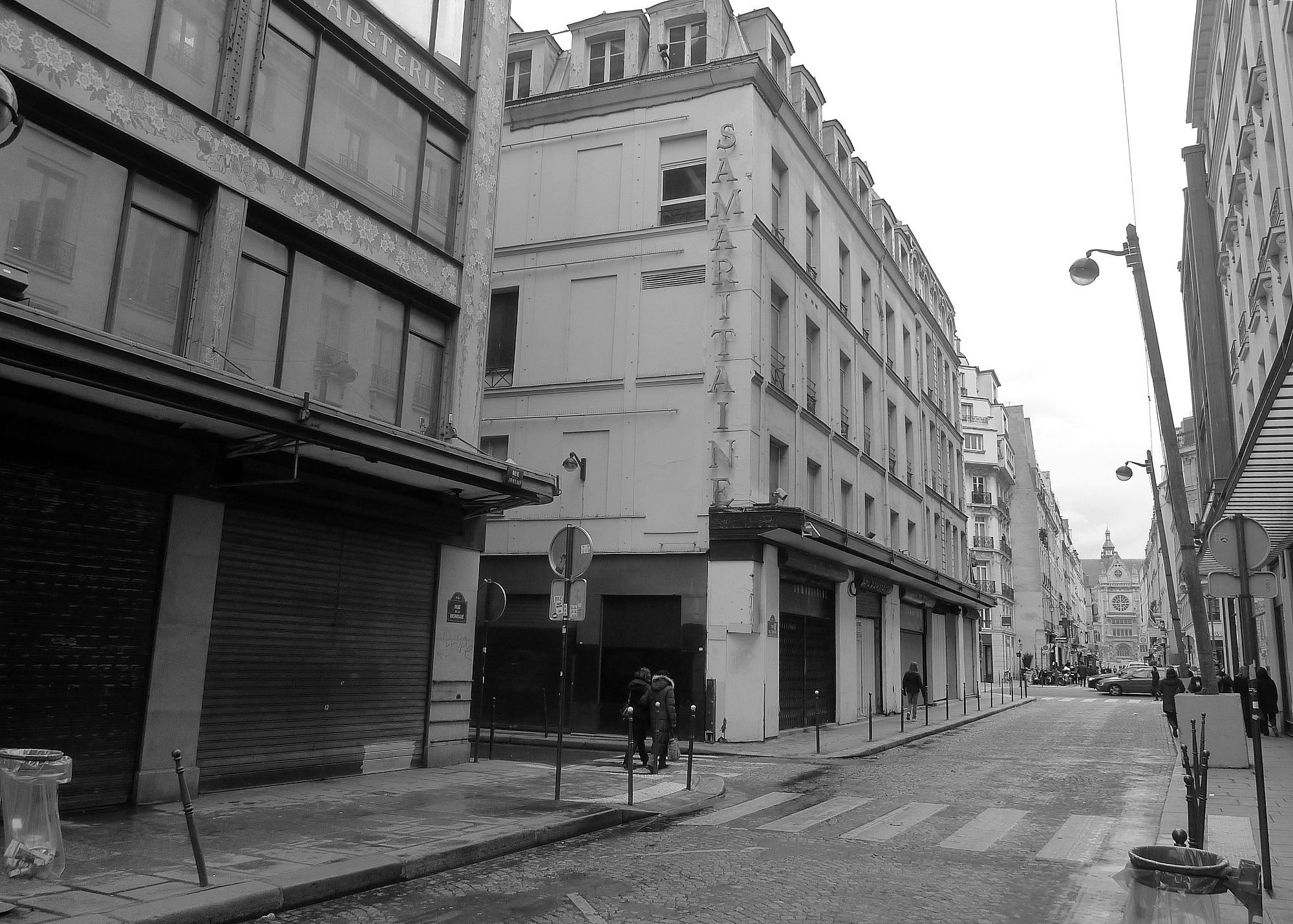
Rue de la Monnaie au niveau de la rue Baillet, avant les démolitions des années 2010 ; en arrière-plan, l'église Saint-Eustache.

Cette rue existait en 1245 sous le nom de « rue au Cerf » ou « rue o Serf », en raison d'une enseigne de ce nom.
Cette voie est citée par Guillot de Paris dans Le Dit des rues de Paris (vers 1280-1300) sous la forme « rue O Serf ».
En 1320, elle portait le nom de « rue dite du Foin » parce qu'elle conduisait au port au Foin.
Elle prend son nom de « rue de la Monnaie » en 1387 à la suite du transfert des ateliers de la Monnaie, alors situés rue de la Vieille-Monnaie, dans un hôtel des Monnaies situé dans la rue de la Monnaie, à l'emplacement où fut ouverte la rue Boucher, et qui subsista jusqu'en 1776, date d'ouverture du nouvel hôtel des Monnaies, situé quai Conti.
Elle est citée dans un manuscrit de l'abbaye Sainte-Geneviève de 1450 sous le nom de « rue de la Monnoye ».
Vers 1565, une partie des maisons construites le long de la Seine sont démolies, formant une place à laquelle une enseigne fit donner le nom de « place des Trois-Maries », la rue commence alors place des Trois-Maries et se termine rue des Fossés-Saint-Germain-l'Auxerrois, rue qui sera remplacée par la rue de Rivoli.
Un arrêt du conseil de janvier 1689 ordonne l'élargissement de la rue de la Monnaie. Dans un autre arrêt du 24 février 1693, on voit que cet élargissement est alors presque entièrement effectué.
En 1702, la voie, qui fait partie du quartier du Louvre, comporte 40 maisons et 9 lanternes.
Une décision ministérielle du 20 mai 1817 fixa la largeur de cette voie publique à 11 m, puis une ordonnance royale du 15 janvier 1844 porte cette largeur à 13 m.

Au XIXe siècle, la rue qui était longue de 146 m, commençait au 2, rue des Prêtres-Saint-Germain-l'Auxerrois et finissait au 1, rue des Fossés-Saint-Germain-l'Auxerrois et 21, rue Béthizy et était située dans l'ancien 4e arrondissement, quartier du Louvre,.

Les numéros de la rue étaient noirs. Le dernier numéro impair était le no 25 et le dernier numéro pair était le no 32.
Durant les Trois Glorieuses, la voie fut le théâtre d'affrontement entre les insurgés et la troupe.
Au XIXe siècle, un restaurant Bouillon Duval se trouvait au no 21.
Entre 1831 et 1888, la maison Deyrolle est installée au no 23.
Les vieux immeubles de la rue ont disparu avec la construction de La Samaritaine, grand magasin qui la borde. En 2021, lors de la réouverture de ce dernier, l'ancienne sortie du tunnel des Halles à l'intersection de la rue et du quai du Louvre est condamnée au profit d'un parvis piétonnier.

## Pour approfondir